# Acalolepta inaequalis
Acalolepta inaequalis är en skalbaggsart som först beskrevs av J. C. M. Gardner 1937.  Acalolepta inaequalis ingår i släktet Acalolepta och familjen långhorningar.
Artens utbredningsområde är Burma. Inga underarter finns listade i Catalogue of Life.